# ماریا فکتر
ماریا فکتر (انگلیسی: Maria Fekter؛ زادهٔ ۱ فوریهٔ ۱۹۵۶) یک سیاست‌مدار اهل اتریش است.